# Кубок Первого канала 2023
Кубок Первого канала — турнир по хоккею с шайбой, проходивший с 14 по 17 декабря 2023 года в Санкт-Петербурге в «Ледовый дворце». В турнире участвовали 4 команды: «Россия 25», «Звёзды и ВХЛ», а также национальные сборные Белоруссии и Казахстана. Сборная Китая отказалась от участия в Кубке Первого канала из-за графика в чемпионате, её место заняла команда «Звёзды и ВХЛ».

## Подготовка
Россию на турнире представляла не национальная сборная, а команда «Россия 25» под руководством Романа Ротенберга.
29 ноября 2023 года был назван окончательный состав сборной.
В тот же день определился состав команды «Звёзды и ВХЛ», заменившей на турнире сборную Китая.
30 ноября 2023 года был утверждён окончательный состав сборной Казахстана, в которой Ансар Шайхмедденов в связи с травмой был заменён на Абая Мангисбаева.
4 декабря 2023 года был опубликован расширенный состав сборной Белоруссии.

## Матчи турнира
| Беларусь | 6 : 2           | Казахстан |
| -------- | --------------- | --------- |
|          | (3:0, 1:2, 2:0) |           |

| Россия 25 | 5 : 2           | Звёзды и ВХЛ |
| --------- | --------------- | ------------ |
|           | (0:0, 1:1, 4:1) |              |

| Казахстан | 3 : 1           | Звёзды и ВХЛ |
| --------- | --------------- | ------------ |
|           | (1:0, 2:1, 0:0) |              |

| Россия 25 | 5 : 3           | Беларусь |
| --------- | --------------- | -------- |
|           | (1:1, 1:1, 3:1) |          |

| Беларусь | 4 : 5 ОТ             | Звёзды и ВХЛ |
| -------- | -------------------- | ------------ |
|          | (1:2, 2:2, 1:0, 0:1) |              |

| Россия 25 | 5 : 2 | Казахстан |
| --------- | ----- | --------- |
|           |       |           |

## Турнирная таблица
| Место | Команда      | И | В | ВО | ВБ | П | ПО | ШЗ | ШП | РШ | О |
| ----- | ------------ | - | - | -- | -- | - | -- | -- | -- | -- | - |
| 1     | Россия 25    | 3 | 3 | 0  | 0  | 0 | 0  | 15 | 7  | +8 | 6 |
| 2     | Беларусь     | 3 | 1 | 0  | 0  | 1 | 1  | 13 | 12 | +1 | 3 |
| 3     | Казахстан    | 3 | 1 | 0  | 0  | 2 | 0  | 7  | 12 | -5 | 2 |
| 4     | Звёзды и ВХЛ | 3 | 0 | 1  | 0  | 2 | 0  | 8  | 12 | -4 | 2 |

При равенстве очков Казахстан выше «Звёзд и ВХЛ» за счёт победы в личной встрече (3:1).

## Победитель
| Победитель Кубка Первого канала 2023 |
| Россия 25 Первый титул               |

## Лучшие игроки турнира
| Вратарь    | Никита Серебряков                               |
| Защитник   | Александр Никишин                               |
| Нападающий | Илья Сафонов                                    |
| Бомбардир  | Арсений Грицюк — 5 (2+3) Максим Сушко — 5 (2+3) |

## Турнир в формате 3×3
15 декабря 2023 года в рамках Кубка Первого канала был проведён турнир в формате 3×3. Победителем турнира стала команда «Россия 25», обыгравшая в финале команду «Звёзды и ВХЛ» со счётом 4:2.
| Россия 25 | 5 : 2       | Казахстан |
| --------- | ----------- | --------- |
|           | Турнир 3x3. |           |

| Беларусь | 3 : 4 Б     | Звёзды и ВХЛ |
| -------- | ----------- | ------------ |
|          | Турнир 3x3. |              |

| Казахстан | 3 : 4 Б                           | Беларусь |
| --------- | --------------------------------- | -------- |
|           | Турнир 3x3. Матч за третье место. |          |

| Россия 25 | 4 : 2              | Звёзды и ВХЛ |
| --------- | ------------------ | ------------ |
|           | Турнир 3х3. Финал. |              |